# Isla Alberti
La isla Alberti (según Argentina) o isla Épsilon (según Chile) es una pequeña isla que se extiende entre la isla Huidobro (o Alfa) y el extremo sur de la isla 1.º de Mayo (o Lambda), en el archipiélago Melchior, archipiélago Palmer, en la Antártida.

## Historia y toponimia
Personal de Investigaciones Discovery, cartografió la isla en 1927. En 1942 personal argentino le colocó el nombre de épsilon, la quinta letra del alfabeto griego, siendo el nombre modificado posteriormente en Argentina, pero mantenido en las toponimias antárticas de Chile y Reino Unido.
En la actual toponimia antártica argentina, debe su nombre a Manuel Alberti, sacerdote y patriota que integró la Primera Junta y la Junta Grande como vocal. La isla fue inspeccionada por expediciones argentinas en 1942 y 1943.

## Reclamaciones territoriales
Argentina incluye a la isla en el departamento Antártida Argentina dentro de la provincia de Tierra del Fuego, Antártida e Islas del Atlántico Sur; para Chile integra la comuna Antártica de la provincia Antártica Chilena dentro de la Región de Magallanes y de la Antártica Chilena; y para el Reino Unido integra el Territorio Antártico Británico. Las tres reclamaciones están sujetas a las disposiciones y restricciones de soberanía del Tratado Antártico.
Nomenclatura de los países reclamantes: 
- Argentina: isla Alberti[5][6]
- Chile: isla Épsilon[7]
- Reino Unido: Epsilon Island[3]